# Breñón
Breñón es un corregimiento o pueblo del distritos de Renacimiento en la provincia de Chiriquí en Panamá. Fue creado a través de la Ley 1 de 1982. La localidad tiene 755 habitantes (2010).

## Geografía
Está limitado al norte por el corregimiento de Cañas Gordas, al sur con el corregimiento de Progreso (distrito de Barú), al este con el corregimiento de Santa Cruz y Dominical y al oeste con la frontera con Costa Rica.